# Boiler Room (Musikprojekt)

Logo

Boiler Room ist eine Plattform zur Übertragung von DJ-Sets und Livemusik via Internet.

## Geschichte
Im März 2010 begann der britische Herausgeber Blaise Bellville wöchentlich DJ-Sets für sein E-Zine Platform auf der Seite Ustream ins Netz zu stellen. Zu sehen war dabei der DJ, umringt von tanzenden Partygästen. Als Raum diente ein Heizkeller (engl. Boiler Room) in London. Musikalisch war es eher dem Underground der Elektronischen Tanzmusik zuzuordnen. Die Sessions erhielten schnell mediale Beachtung und eine Reihe namhafter DJs konnte für das Projekt gewonnen werden. Ab 2012 wurden die Mitschnitte auch auf YouTube und auf Dailymotion veröffentlicht, auf denen mittlerweile täglich neue Mitschnitte von Partys aus der ganzen Welt gepostet werden. Sofie Royer stieg 2012 in das Projekt ein und kuratierte Shows in Los Angeles und baute das Projekt wesentlich mit aus, später arbeitete sie als Creative Director in New York und London.
Den Großteil bilden DJ-Sets, es werden aber auch Live-Mitschnitte von Konzerten hochgeladen, davon überwiegend im Bereich Jazz, Weltmusik oder experimentelle Musik.